# トランシルヴァニア地方の要塞聖堂のある村落群
「トランシルヴァニア地方の要塞聖堂のある村落群」（トランシルヴァニアちほうのようさいせいどうのあるそんらくぐん）は、ルーマニアの世界遺産の一つ。トランシルヴァニア地方に残る古い村落群は、しばしば要塞化された聖堂の周りに発達した。こうした要塞聖堂群は300ほど形成されたが、そのうち世界遺産登録されているのは、かつてドイツ系移民（トランシルヴァニア・ザクセン人）が築いた6つの村落とハンガリー系セーケイ人が築いた1つの村落の計7村である。
当初、1993年にビエルタンの要塞聖堂のみが「ビエルタンとその要塞聖堂」（Biertan and its fortified church）の名で登録されたが、1999年に他の6村落が拡大登録されたのに伴い、現在の名称に変更された。

## 概要
トランシルヴァニア・ザクセン人の村落は、13世紀にハンガリーの歴代王がドイツ系の入植者を定住させたことに始まる。彼らは後にトランシルヴァニア・ザクセン人と呼ばれることになる。この地方の諸民族の中では特権的な地位を持っており、その文化様式は農夫、職人、商人らから成る強固な共同体を形成しつつ命脈を保ち、繁栄した。この地方は恒常的にオスマン帝国やタタール人の侵攻の脅威に晒されていたため、住民たちは異なる規模で要塞群を建造した。最重要な町は全体が城壁に覆われたが、より規模の小さな村落はそうもいかず、村の中に、聖堂を囲むように要塞化された中心部を創り出した。そこには、彼らの特に価値ある財産を護り、かつ非常時には長く篭城できるようにと、防衛用の塔や石造家屋も付け加えられた。

## 様式
南トランシルヴァニア地方の地形は、オルト川、ムレシュ川、トゥルナヴァ・マーレ川、トゥルナヴァ・ミカ川といった、より大きな川に流れ込む様々な小さな川が創り出した広い渓谷群に切り分けられた高原である。村落群はこの地形と密接に結びつき、これを最大限に活用すべく努めた。そうして、村落群は渓谷に位置し、中心的な通りの周りに発展した。副次的な通りもあり、より平坦な場所に位置したそれらは、大体のところは放射状に展開した。安全上の理由とトランシルヴァニア・ザクセン人の伝統から、村落はコンパクトなものとなっている。
村落の主要素は聖堂であり、常に中心に位置した。要塞化の形態は様々である。聖堂の周囲に小さな防壁が張り巡らされることもあれば、聖堂の周囲に防衛施設が列をなして配置されることもあるし、聖堂を中心とする形で多重防壁を備えた本格的な要塞が取り囲むこともあった。
聖堂群も防衛機能に適応したものであった。それらはいずれもロマネスク様式のバシリカ式聖堂か、後期ゴシック様式の単一の身廊を持つ聖堂である。聖堂には、創建当時の中世後期から16世紀までになされた付随的建造物を含むものもある。また、バロック的要素を含むものもあるが、それはこの地方においてバロック様式が非常に人気があったためである。
ほとんどの要塞聖堂は、防衛が容易なようにと丘の上に建造されている。この地域の主要村落に見られる防衛施設の諸要素は、この地方によく適応しており、かつてトランシルヴァニア・ザクセン人の共同体が培っていた建築技術水準の高さを例証するものとなっている。防衛施設の中には見張りの塔を備えたものもあるが、それらには教会の塔も含まれている。教会の塔は必要に応じて防衛上の機能も有したのである。建材は伝統的な石、赤煉瓦などが用いられ、この地域に典型的な赤色粘土の瓦屋根を冠している。
教会のすぐ近くには、村落の中心広場がある。舞踏広場（Tanzplaz）とも呼ばれるそうした広場は、社交場にもなっていた。防衛施設に隣接する建造物群は公共目的のもの、つまり学校や村役場などに限られた。この広場の周りに教区会館や村の富裕層の邸宅が並んでいた。ほとんどの村落では、篭城も想定し、穀物倉庫も中心部近くに配置されていた。

## 登録対象
以下の要塞聖堂がユネスコの世界遺産に登録されている。自治体名はルーマニアの唯一の公用語であるルーマニア語と原住民の言語であるドイツ語とハンガリー語の3言語で表記してある。3言語による名称の語源となっている名称を太字で表記した。
| 画像 | ルーマニア語名                     | 県           | ドイツ語名        | ハンガリー語名                                 |
| ---- | ---------------------------------- | ------------ | ----------------- | ---------------------------------------------- |
|      | ビエルタン(Biertan)                | シビウ県     | Birthälm          | ベレトハロム (Berethalom)                      |
|      | クルニク(Câlnic)                   | アルバ県     | Kelling           | ケルネク (Kelnek)                              |
|      | ドゥルジウ(Dârjiu)                 | ハルギタ県   | Dersch            | セーケイデルジュ (Székelyderzs)                |
|      | プレジュメル(Prejmer)              | ブラショフ県 | Tartlau           | プラージュマール (Prázsmár)                    |
|      | サスキズ(Saschiz)                  | ムレシュ県   | Keisd             | サースケーズド (Szászkézd)                     |
|      | ヴァレア・ヴィイロル(Valea Viilor) | シビウ県     | Wurmloch          | ナジバロムラク (Nagybaromlak)                  |
|      | ヴィスクリ(Viscri)                 | ブラショフ県 | Deutsch-Weißkirch | サースフェヘールエジハーザ (Szászfehéregyháza) |

## 登録基準
この世界遺産は世界遺産登録基準のうち、以下の条件を満たし、登録された（以下の基準は世界遺産センター公表の登録基準からの翻訳、引用である）。
- (4) 人類の歴史上重要な時代を例証する建築様式、建築物群、技術の集積または景観の優れた例。